# Facundo Tello
Facundo Raúl Tello Figueroa (* 4. května 1982, Bahía Blanca, Argentina), je argentinský fotbalový rozhodčí, který je od roku 2019 na seznamu Mezinárodních rozhodčích FIFA. Také od roku 2013 píská v nejvyšší argentinskou fotbalovou ligu. 19. května 2022 FIFA zveřejnila seznam rozhodčích mistrovství světa 2022, na který byl vybrán i právě Tello.

## Raný život
Facundo Tello se narodil 4. května 1982 v Bahía Blanca v provincii Buenos Aires.

## Soudcovaná utkaní na MS 2022
| Fáze               | Datum              | Tým 1     | Skóre | Tým 2   |         |   |
| ------------------ | ------------------ | --------- | ----- | ------- | ------- | - |
| Základní skupina G | 24. listopadu 2022 | Švýcarsko | 1 : 0 | Kamerun | 3 (2+1) | 0 |